# Ботольф Икенский
Бо́тольф И́кенский (правильнее Ботульф; ум. ок. 680) — англосаксонский аббат и святой, покровитель путешественников и фермеров.
День поминовения — 17 июня в Англии и 25 июня в Шотландии.

## Житие
О жизни Ботольфа известно немногое. Англосаксонская хроника за 653 год: «Серединные англы под предводительством элдормена Пеады узрели истинную веру. Король Анна был убит, а Ботольф начал строить церковь в Икано». Таким образом, Ботольф основал монастырь Икано в Суффолке. Икано, что означает «холм вола», соответствует современной деревне Икен, расположенной в устье реки Альде в Суффолке, а церковь Ботольфа стоит там до сих пор. В житие Святого Кеолфрита, написанном во времена Беды неизвестным автором, упоминается аббат по имени Ботольф из Восточной Англии, «человек прекрасного образования, проживший замечательную жизнь и полный благодати Святого Духа».
Предполагается, что Ботольф был похоронен в основанной им церкви в Икано, но в 970 году король Англии Эдгар велел перенести мощи святого в Бург, около Вудбриджа, где они оставались в течение примерно пятидесяти лет, а затем были перенесены в отдельную гробницу в аббатство Бери-Сент-Эдмундс по указанию короля Кнуда. Позже мощи перевезли в третий раз в аббатство Торни; череп был помещён в собор Или, а некоторые части тела получили другие церкви, и даже Вестминстерское аббатство.
В разное время Ботольфу были посвящены 64 церкви, хотя их число могло быть и больше. Среди прочих, ему посвящены церкви в Бостоне, Колчестере, Хардеме и лондонском Сити, включая районы Олдгейт и Бишопсгейт. В Дании ему посвящён собор в Ольборге.